# Nelson Saúte

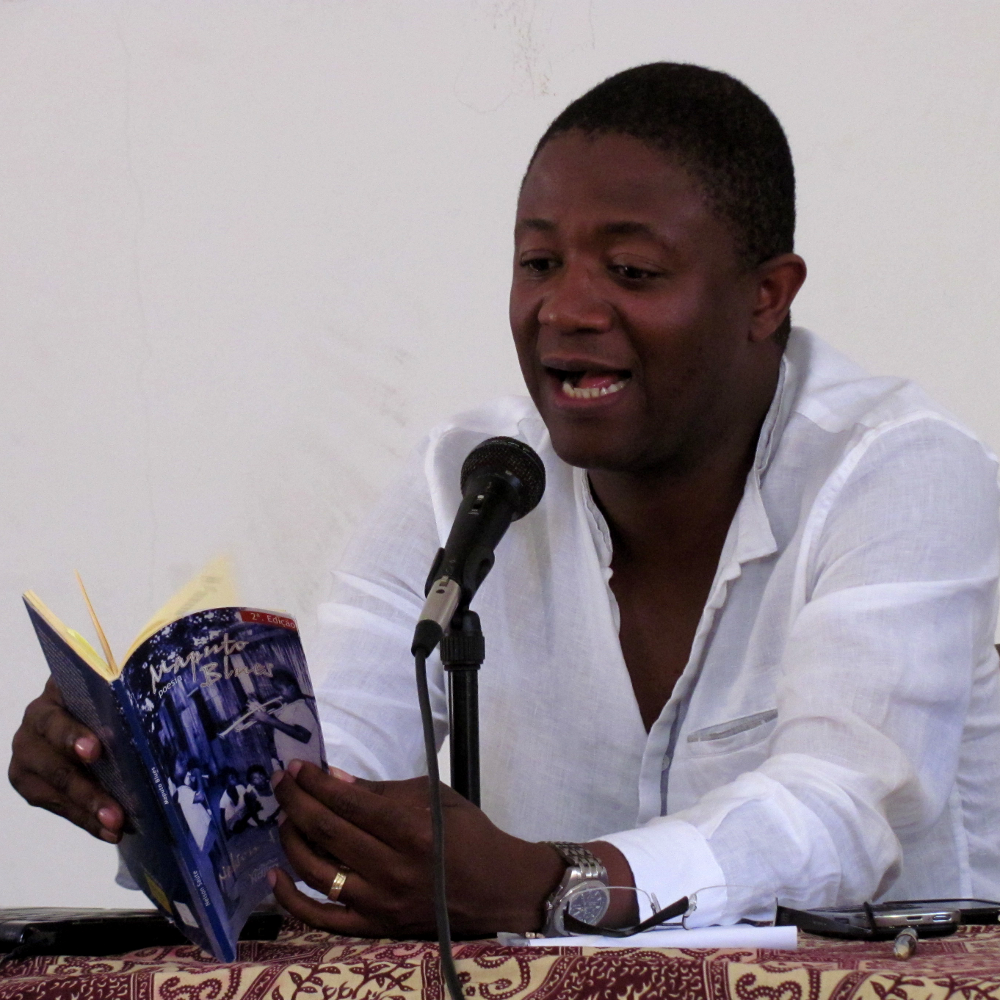
Nelson Saúte a ler um poema do seu livro Maputo Blues

Nelson Saúte (Maputo, 26 de febrero de 1967) escritor y profesor de ciencias de la comunicación de Mozambique.
Estudió Ciencias de la Comunicación en la Universidad Nueva de Lisboa y ha trabajado para Tempo, Notícias, Rádio Moçambique y Televisão de Moçambique.

## Obras
- O apóstolo da desgraça. Lisboa, Publicações Dom Quixote, 1996
- Os Narradores da Sobrevivência. Lisboa, Publicações Dom Quixote, 2000

### Antologías
- Antologia da Nova Poesia Moçambicana: 1975-1988. Fátima Mendonça. Maputo, Associação dos Escritores Moçambicanos, 1989
- A Ilha e Moçambique pela voz dos poetas.António Sopa. Lisboa, Edições 70, 1992.
- As Mãos dos Pretos. Lisboa, Publicações Dom Quixote, 2001[1]